# Terebellides klemani
Terebellides klemani är en ringmaskart som beskrevs av Johan Gustaf Hjalmar Kinberg 1866. Terebellides klemani ingår i släktet Terebellides och familjen Trichobranchidae. Inga underarter finns listade i Catalogue of Life.